# Ардел
Ардел (фр. Ardelles) насеље је и општина у централној Француској у региону Центар (регион), у департману Ер и Лоар која припада префектури Дре.
По подацима из 2011. године у општини је живело 218 становника, а густина насељености је износила 20,96 становника/km². Општина се простире на површини од 10,4 km². Налази се на средњој надморској висини од 228 метара (максималној 247 m, а минималној 193 m).

## Демографија
| 1962. | 1968. | 1975. | 1982. | 1990. | 1999. | 2011. |
| ----- | ----- | ----- | ----- | ----- | ----- | ----- |
| 127   | 143   | 112   | 114   | 155   | 162   | 218   |

График промене броја становника у току последњих година